# Troiano Odazi
Troiano Odazi (Atri, 1741 – Napoli, 20 aprile 1794) è stato un economista e patriota italiano Operò nelle agitazioni politiche che furono il preludio della Repubblica Napoletana del 1799.

## Biografia
Fu tra gli economisti napoletani di maggior rilievo della seconda metà del Settecento. Allievo di Antonio Genovesi, fu curatore dell'edizione del 1768 della sua opera Delle lezioni di commercio o sia d'economia civile. Nel 1779 fu nominato professore di Etica nel Reale convitto della Nunziatella, e due anni dopo assunse la cattedra di Economia e Commercio che era appartenuta al suo antico maestro. Membro della massoneria napoletana, fu coinvolto nel fatti del 1794 che portarono alla morte, tra gli altri, di Vincenzo Galiani, Vincenzo Vitaliani ed Emanuele De Deo. Tradotto nel carcere della Vicaria vi si tolse la vita il 20 aprile 1794.

## L'incontro con Cagnazzi
Lo scienziato ed economista Luca de Samuele Cagnazzi (1764-1852) ebbe modo di incontrare Odazi durante una visita a Napoli (seconda metà anni 1780) in compagnia di Alberto Fortis. Inizialmente, Cagnazzi aveva una buona opinione di Odazi ma successivamente Fortis gli fece notare che era "poco valente" e questo fece cambiare idea a Cagnazzi. Tra Odazi e Cagnazzi nacque anche una certa acredine per via di alcune discussioni in materie economiche. Inoltre, in una lettera a Matteo de Augustinis, Cagnazzi espresse seri dubbi sulla bravura di Odazi.

## Opere
- Discorso pronunziato nella riapertura della cattedra di economia politica e commercio nella regio universita degli studj di Napoli (1782)
- Della libertà de' prezzi, ossia, Della necessità di abolire i contratti alla voce per tutte le derrate di questo regno (1783)
- Riflessioni umiliate a sua Maestà da Don Troiano Odazi sull'affitto progettato della lotteria de' 90 numeri (1785)